# 松迪卡
松迪卡（西班牙語：Sondica）是西班牙巴斯克自治区比斯开省的一个市镇。总面积6平方公里，总人口3978人（2001年），人口密度663人/平方公里。